# Action patriotique de libération
Pour les articles homonymes, voir APL.
L'Action patriotique de libération (APL/Dog Bumu Gacce) est un parti politique sénégalais, dont le leader est Amadou Moustapha Fall Che.

## Histoire
Officiellement enregistré le 10 octobre 2000, l'Action patriotique de libération est l'un des partis qui ont appelé au boycott lors des élections législatives de 2007.

## Orientation
L'APL revendique un socialisme humaniste. C'est un parti d'opposition.

## Symboles
Ses couleurs sont le bleu azur et le rouge. Son drapeau comporte l'emblème du parti en rouge sur fond bleu azur. Une rose est son symbole.

## Organisation
Son siège est à Dakar.